# Wang Čung-jü
Wang Čung-jü (čínsky pchin-jinem Wáng Zhōngyǔ, znaky 王忠禹; * únor 1933) je bývalý čínský komunistický politik, první místopředseda celostátního výboru Čínského lidového politického poradního shromáždění (2003–2008), státní poradce a generální sekretář státní rady (obojí 1998–2003), předtím místopředseda Státní plánovací komise a předseda Státní ekonomické a obchodní komise (obojí 1993–1998). Byl členem širšího vedení Komunistické strany Číny, jako kandidát (1987–1992) a člen (1992–2002) jejího ústředního výboru. Téměř tři desetiletí pracoval v papírně v provincii Ťi-lin, kde prošel cestu od technika po hlavního inženýra. Poté od roku 1980 působil v ťilinské provinční správě, naposled jako guvernér Ťi-linu (1989–1992). Od roku 1992 pracoval v centrálních vládních úřadech v Pekingu.

## Život
Wang Čung-jü se narodil v únoru 1933 v Čchang-čchunu v provincii Ťi-lin, tehdy ve státu Mandžukuo. Navštěvoval střední školu při Severovýchodní pedagogické univerzitě v Čchang-čchunu a poté studoval na odborné škole lehkého průmyslu v Šen-jangu (1950–1953). Před vstupem do Komunistické strany Číny roku 1956 pracoval jako technik v papírně v Ťi-linu, v níž se (s přerušením v letech 1967–1970, kdy byl nucen odejít na venkov do zemědělství) do roku 1980 postupně vypracoval z pozice zástupce vedoucího dílny přes inženýra, zástupce ředitele továrny až na hlavního inženýra továrny.
Roku 1980 byl přeložen do provinční vlády Ťi-linu na místo zástupce ředitele úřadu lehkého průmyslu. Po studiu na ústřední stranické škole v Pekingu v letech 1981–1982 se vrátil do Ťi-linu jako ředitel úřadu lehkého průmyslu provincie (1982–1983), poté byl přeložen do aparátu komunistické strany na post generálního sekretáře provinčního výboru. Pak se vrátil do ťilinské provinční administrativy jako zástupce guvernéra a v letech 1989–1992 guvernér Ťi-linu. Mezitím byl na XIII. sjezdu KS Číny v listopadu 1987 zvolen kandidátem ústředního výboru. Během výkonu funkce zastupujícího a řádného guvernéra byl také zástupcem tajemníka provinčního výboru komunistické strany. Během Wangova působení se Ťi-lin začal přizpůsobovat reformní politice Teng Siao-pchinga, ale pomalu a polovičatě: musel věnovat více času boji s růstem byrokracie a přizpůsobovat politiku o několik let později než progresivnější provincie jako Šan-tung. Zvýhodněné postavení severovýchodního průmyslu za Mao Ce-tunga a absence přístavu v provincii omezovaly touhu a schopnost jejích obyvatel zapojit se do nové čínské ekonomiky.
Roku 1992 byl Wang Čung-jü pověřen úkoly na celostátní úrovni, když byl přeložen do Pekingu na místo zástupce vedoucího úřadu státní rady pro ekonomiku a obchod a úřadu státní rady pro výrobu. Na XIV. sjezdu KS Číny v říjnu 1992 byl zvolen členem ústředního výboru (znovuzvolen 1997, do 2002). Od roku 1993 převzal funkci místopředsedy Státní plánovací komise, a předsedy Státní ekonomické a obchodní komise, jejímž úkolem bylo prosazovat tržní hospodářství. Zaměřovala se zejména na reformu státních podniků, aby se přizpůsobily alokaci svých zdrojů podle cen stanovených otevřenějším trhem, a na úpravu vládních politik, aby se tomu přizpůsobily. V Ťi-linu bylo mnoho státních podniků, s nimiž měl Wang dlouholeté zkušenosti, a stal se jedním z nejhlasitějších zastánců politiky jejich modernizace a zlepšení.
V tomto období byl Wang blízkým spolupracovníkem místopředsedy vlády Ču Žung-ťiho a jedním z nejvlivnějších představitelů čínské administrativy. Byl členem poradní skupiny, která měla za úkol prozkoumat, jak daleko a jak rychle by se ČLR mohla posunout směrem k demokracii; konečné rozhodnutí skupiny bylo ponechat otevřené volby omezené na místní úroveň, kde umožňovaly řešit okamžité a každodenní stížnosti, aniž by to mělo dopad na obecné vedení Pekingu nad zemí. Wang také využil svého celostátního vlivu k prosazení většího rozvoje v Ťi-linu, zejména k uzavření mezinárodních dohod umožňujících z Chun-čchunu na řece Tuman volný přístup k Japonskému moři přes úzký výběžek, který drží Severní Korea a Rusko. To byl jeho oblíbený projekt již od roku 1988, kdy se v Čchang-čchunu konala první regionální konference na toto téma. Aby bylo možné využívat větší plavidla, pomalu se rozvíjela spolupráce mezi Čínou a Severní Koreou s cílem umožnit Číňanům využívat severokorejský námořní přístav Rason, přičemž Chun-čchun by fungoval spíše jako jeho železniční uzel.
Od března 1998 do března 2003 působil Wang jako státní poradce a generální sekretář státní rady, opět v těsné spolupráci s nyní již premiérem Ču Žung-ťim. V této době byl jmenován prezidentem Státní školy administrativy (nyní Akademie řízení), angažoval se v řízení politiky jednoho dítěte, byl vedoucím vedoucí skupiny, která dohlížela na 5. celostátní sčítání lidu v Číně, a zasedal jako člen řídícího výboru, který dohlížel na summity APEC v roce 2001 v okolí Číny. V roce 1999 se také podílel na převodu Macaa z portugalské pod čínskou kontrolu.
Od března 2003 do března 2008 byl prvním místopředsedou celostátního výboru Čínského lidového politického poradního shromáždění. Roku 2008 odešel z politiky do penze.